# Франциск Ксаверий
Вижте пояснителната страница за други личности с името Франц.
Св. Франциск Ксаверий (на испански: Francisco Javier) е католически мисионер, роден като Francisco de Jasso y Azpilicueta на 7 април 1506 г. в знатно семейство в град Хавиер, Навара (Испания), баск по рождение.
Той е един от пионерите на Християнската мисия в Азия и от основателите на Обществото на Исус или Йезуитите.
Той следва от 1525 г. в Париж в Колежа Сен-Барб на Парижкия Университет. По време на обучението си в Париж става съратник на Св. Игнатий Лойола. Бива ръкоположен за свещеник във Венеция през 1537 г. През 1539 в Рим, заедно със Св. Игнатий Лойола, след дълго обсъждане полагат основите на Обществото на Исус, т.е. на йезуитския орден, план получил през следващата година благословията на папа Павел III.
Изпратен е от папата, той тръгва от Лисабон с мисия на Изток през 1541 г. и на 6 май 1542 г. пристига в Гоа, Индия. Без умора разпространява Благата Вест в Индия (1542 – 1544), на Молукските острови (1545 – 1547) и Япония (1549 – 1551), като приобщава много хора в християнската вяра.
На 3 декември 1552 г. Франциск умира в пълна самота на хълма Сан Сиан (Sanchón China), обърнат в посока Китай, където Франциск мечтаел да проповядва Евангелието, без това да се сбъдне.
Папа Григорий XV го канонизира за светец на римокатолическата църква на 12 март 1622 г.